# 聖アグネス教会
聖アグネス教会（せいアグネスきょうかい、英語: St Agnes' Episcopal Church）は、日本の京都府京都市上京区にある、日本聖公会の教会。平安女学院京都キャンパスの敷地内に所在する聖堂は、日本聖公会京都教区（京都府、富山県、石川県、福井県、滋賀県、三重県、奈良県、和歌山県の教会、および大阪府の1教会）の中心となる主教座聖堂（大聖堂、カテドラル）であるとともに、地域の教会（パリッシュ・チャーチ）、平安女学院の礼拝堂（チャペル）という3つの役割を兼ね備える。
名称は平安女学院（英語名称：St. Agnes' School）の守護聖人で、ローマ皇帝ディオクレティアヌス統治の時代にローマで殉教した聖アグネスにちなむ。1898年（明治31年）に竣工したレンガ造り・ゴシック様式の建物は、ジェームズ・ガーディナーによる設計で、京都市指定有形文化財。

## 京都教区
日本聖公会京都教区は京都府、富山県、石川県、福井県、滋賀県、三重県、奈良県、和歌山県にある聖公会教会、その他施設を含む。
京都地域では、1889年以来米国聖公会出身の宣教師（ジョン・マキム）らにより聖公会（日本聖公会）の積極的な布教活動が行われた。1895年には、大阪市川口居留地にあったSt. Agnes' School （照暗女学校）が京都に移転し、「平安女学院」として開校した。
奈良県への宣教は、1885年に米国聖公会の宣教師ジョン・マキムが日本人伝道二名を派遣してが開始し、1887年に奈良基督教会を現在の地（奈良市登大路町45）近くの花芝町に建設し、1930年にか旧聖堂（国宝）を竣工した。大阪府の聖公会教会で唯一京都教区に所属する岸和田復活教会は、1901年のその基が設立された。和歌山県には、1882年に和歌山聖救主教会の基礎が始まっている。
滋賀県への宣教は、1892年に大津聖マリア教会になる活動が民家で始まり、1899年には現在地（大津市京町）で書店を改造した礼拝堂で礼拝をしていたが。新しい礼拝堂を建立し、その後は1931年に現在の聖堂を建立した。三重県では、1885年に四日市聖アンデレ教会が設立された。
福井県には、1896年に福井市に講義所が設置され、1916年に現在地（春山小学校跡地）に移転し、1931年には福井聖三一教会の聖堂を建てて、これは1945年7月の福井空襲をからくも生き延びた。
石川県への宣教は、1898年に米国聖公会から派遣されたドーマン司祭が金沢市南町(のちに石引町に移転)に金沢聖ヨハネ教会を創設して、仏教勢力が強い金沢の地で福祉施設にも力を注いで、宣教を続けた。
富山県では、1900年にJ.J.チャプマン宣教師が富山市の旅館で幼児洗礼を授けた時から、富山聖マリア教会の歩みが始まる。
太平洋戦争中の困難な時期を経て、聖教会は戦後復活し、現在の京都教区には教会・伝道所は42あり、日本聖公会の中で最も多い教会数の教区である。信徒数は1,301人、聖職数は主教1人司祭26人で（2022年度末）。幼稚園や保育園などの多くの教会を併設している。
京都教区の主教は、（ステパノ）高地敬主教である。

## 聖アグネス教会
聖アグネス教会は、1898年、日本聖公会京都地方部（現在の京都教区）の大聖堂としてこの聖堂は竣工した。献堂時に名付けられた名称は「聖三一大聖堂」であった。京都聖三一教会に属する聖堂であり、また平安女学院の礼拝堂として使用された。
なお竣工直後の平安女学院の学院日誌には、「塔の紋が菊と紛らわしいので取り替えるよう警察から指示をうけた」という内容の記述が残っている。
1923年に平安女学院生徒・教職員による教会組織として「聖アグネス教会」が組織された。その後しばらく、京都聖三一教会の会衆と聖アグネス教会の会衆がこの聖堂をともに用いることとなった。1930年、京都聖三一教会が中京区聚楽廻中町に新たに聖堂を建設して移転したことにより、この聖堂は聖アグネス教会が受け継いだ（これにより、この聖堂は「聖アグネス教会聖堂」の名で呼ばれている）。
第二次世界大戦中には軍需資材の置場として使用されたこともあるが、礼拝は続けられた。

### 年表
- 1886年10月、ジョン・マキム主教によって定礎式が行われる。
- 1898年5月、聖三一大聖堂として完成
- 1923年、聖アグネス教会が組織される
- 1931年、烏丸通に面して設置されていた路傍説教壇と塔のふちの凹凸部を撤去、また祭壇中央のステンドグラスを南側へ移動。
- 1985年6月1日、京都市指定有形文化財に指定される。

### 建築
聖堂は、東を烏丸通に、北を下立売通に面した、ゴシック様式・レンガ造りの聖堂である。設計にあたったのは、建築家ジェームズ・ガーディナー（立教学校の初代校長を務めた）である。
東西に長い敷地に建つ聖堂は左右非対称で、袖廊は小さい。出入口は北西角（下立売通側）にある。全体にずんぐりした形であるが、これは地震に配慮したものという。北東角（烏丸下立売角）にある三層の鐘楼が特徴的な外観で、最下層に縦長窓、中層にバラ窓、最上層にトレサリー窓を配し分け、単調さを避けている。
内部は三廊式バシリカ様式で、一般的な大聖堂と同様、東端（烏丸通側）に祭壇を設けている。南東角には礼拝準備室（ベストリー）、南西角には八角形に張り出した洗礼室（バプティストリー）がある。内部は小屋組のハンマービーム（壁面上端から跳ね出された梁の上にアーチを架ける構造）など材木を見せるデザインであり、明治期の教会建築の特徴を備えている。
西バラ窓をはじめ30点以上のステンドグラス（ジェームズ・ガーディナーがデザインし、日本人によって製作されたもの）があり、その大部分は竣工当時のものが残っている。

### 所在地
- 京都市上京区烏丸通下立売角堀松町

平安女学院京都キャンパス（平安女学院大学、平安女学院中学校・高等学校が所在）敷地内に位置する。平安女学院京都キャンパスは足利義昭の旧二条城の跡地であり、敷地の片隅に「旧二條城跡」と彫られた石碑が立っている。

## ギャラリー

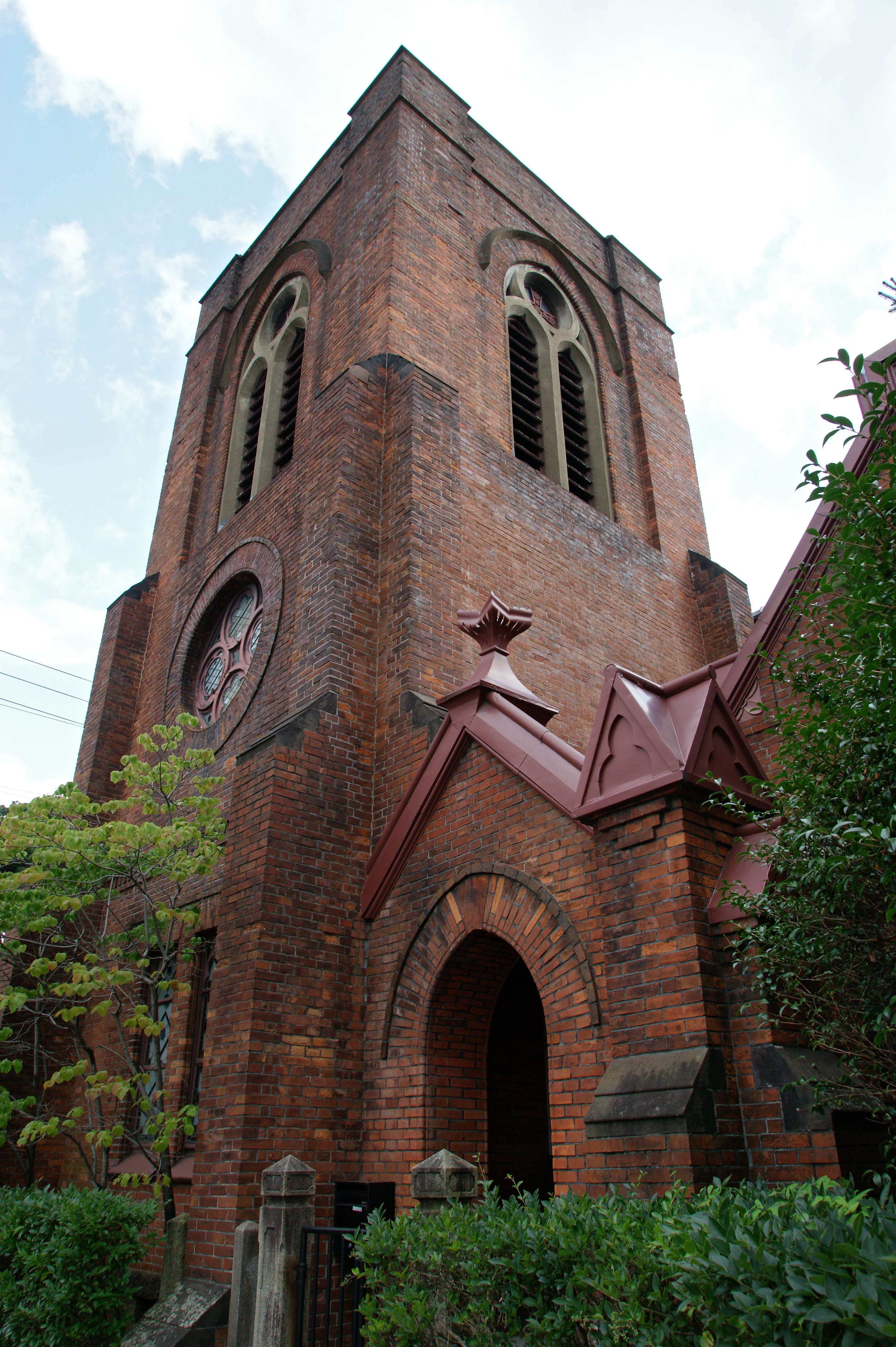
北面
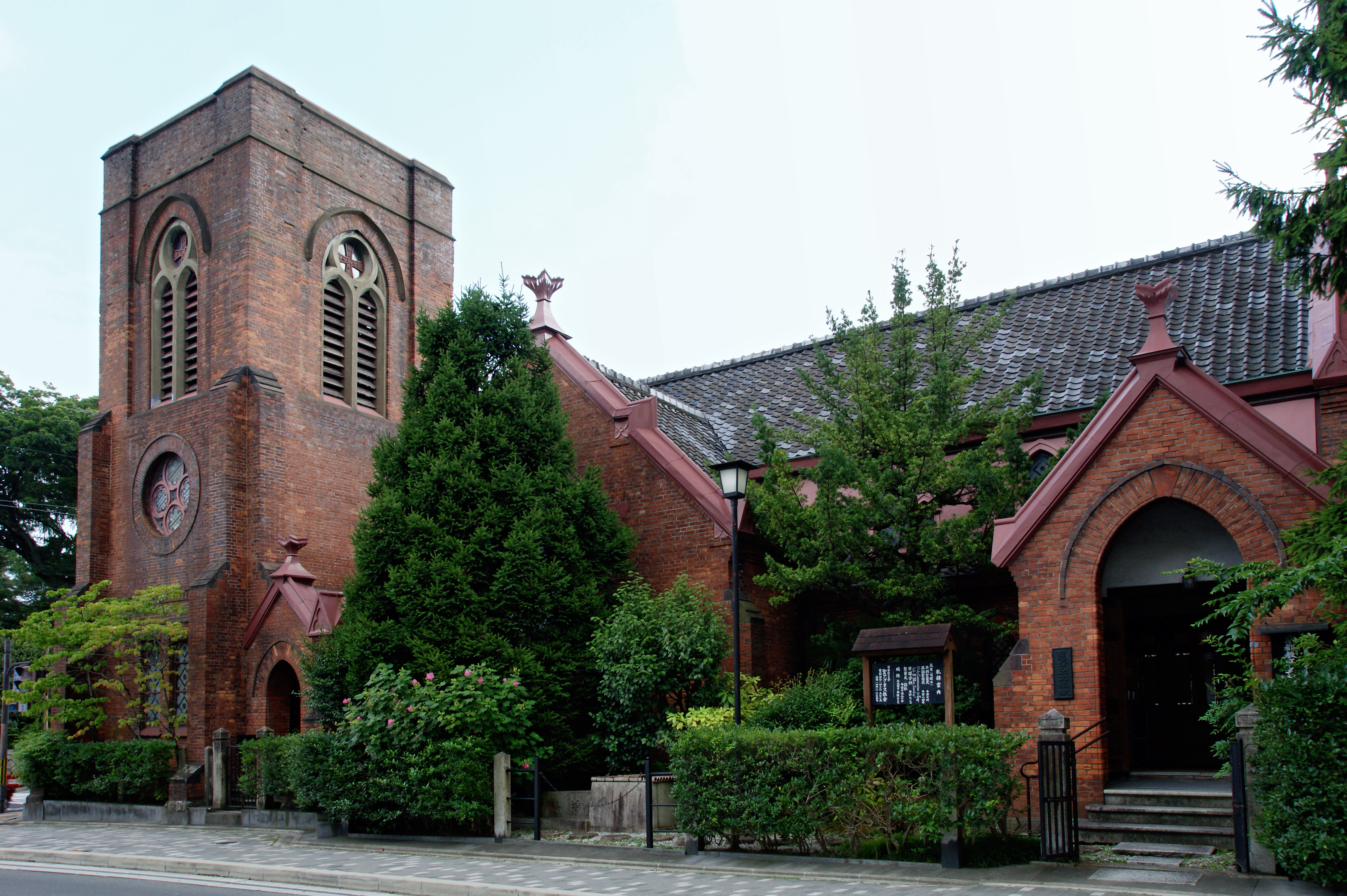
北面
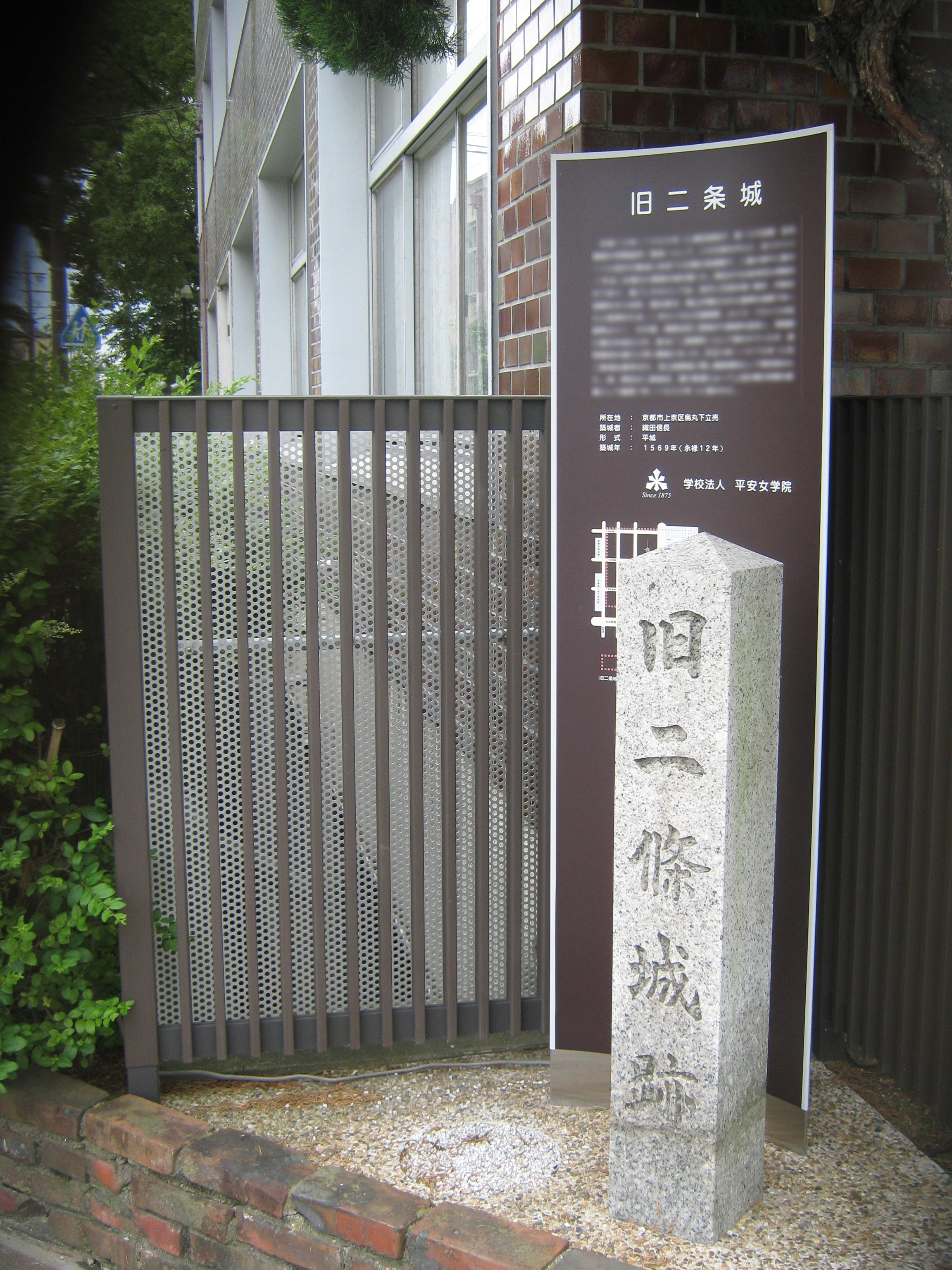
敷地内に立つ旧二条城跡の石碑